# Stranded (chanson de Plumb)
Pour les articles homonymes, voir Stranded.
Singles de Jennifer Paige
These Days
(2001) Wasted
(2008)
Stranded est une chanson de Plumb. Elle fut également repris par la chanteuse américaine Jennifer Paige, qui l'utilisa comme second single de son deuxième opus Positively Somewhere. Sa version sortie le 17 juin 2002 est un échec aux États-Unis, mais devient un hit massif en Allemagne, Japon, Italie et dans d'autres pays européens.

## Clip vidéo
Le vidéoclip de Jennifer Paige a été réalisé par David Mouldy et tourné en Espagne.
Il y dévoile la chanteuse ayant une panne d'essence, sortir de sa voiture, visiter les lieux tout en chantant là où le destin lui mènera.

## Format et liste des pistes
Jennifer Paige CD single
1. Stranded — 3:35
2. Crush (David Morales Radio Alt Intro) — 3:35

## Classement hebdomadaire
| Classement (2002)              | Meilleure position |
| ------------------------------ | ------------------ |
| Italie (FIMI)                  | 36                 |
| Pays-Bas (Single Top 100)      | 83                 |
| Royaume-Uni (UK Singles Chart) | 79                 |